# 알폰소 1세 데스테

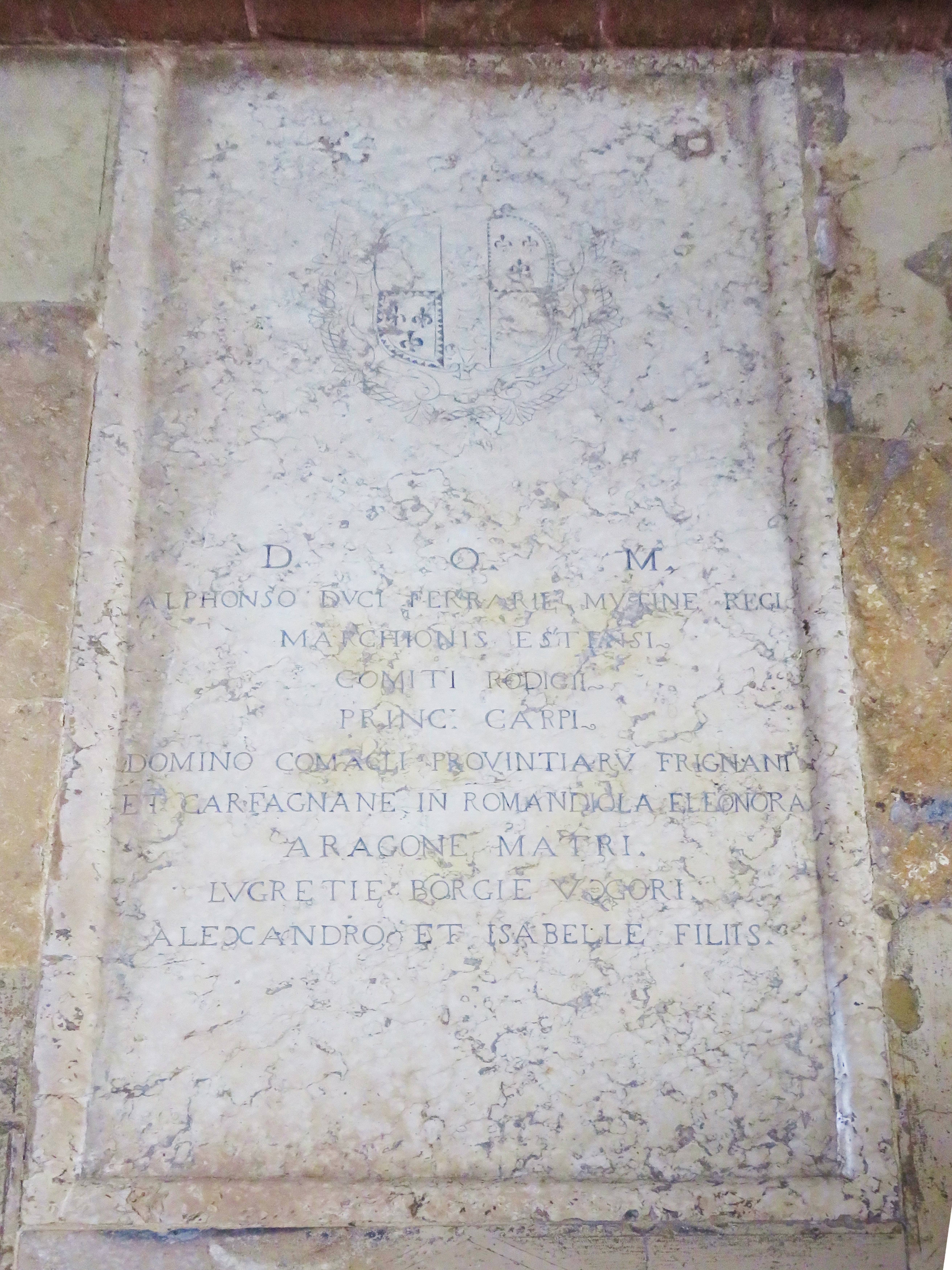
알폰소 데스테와 루크레치아 보르자의 묘소, 페라라.

알폰소 1세 데스테(이탈리아어: Alfonso I d'Este, 1476년 7월 21일 - 1534년 10월 31일)는 페라라 공작이자 콘도티에로이며 캉브레 동맹 전쟁에서 활약하였다.

## 생애
알폰소 데스테는 에르콜레 1세 데스테와 나폴리의 레오노라의 아들이다.
1505년 그가 공작 작위를 물려받기 직전에 그의 동생 페란테와 배다른 형제 줄리오가 그와 그의 또 다른 남동생 이폴리토 데스테에 반대하는 음모를 꾀하였다. 1506년 9월의 재판에서 대역죄의 용의로 두 사람이 체포되어 사형을 선고받았지만, 나중에 교수형으로 바꾸었다가 마지막으로 종신형으로 바꾸었다. 그들은 토르 델 레오니의 두 개의 독방에 각각 떨어져 유폐되었다. 페란테는 34년 후 독방에서 죽었고, 줄리오는 53년 동안 유폐 생활을 한 후 1559년 사면받아 풀려나왔다. 석방 후, 줄리오는 페라라 거리에서 어느새 시대에 뒤떨어진 그의 옷을 본 시민들로부터 조롱받았다고 한다.
캉브레 동맹 전쟁 (1508~16) 당시 알폰소는 위태로운 지점 가운데 있었지만, 유연성과 불침번 그리고 무적의 방어력을 자랑하는 페라라 성채의 힘으로 싸워 지켰다. 베네치아와 대립하는 캉브레 동맹에 가담한 그는 프랑스의 루이 12세와 나중에 참여한 교황 율리오 2세와 여전히 제휴를 유지한 채 베네치아와의 평화를 유지했다.
1510년 교황이 베네치아와 동맹을 맺고 프랑스와 전쟁을 벌이자 프랑스 편에 서서 싸웠다. 알폰소는 교황 율리오 2세(216대 1503~13)와 불편한 관계를 유지하고 있었다. 그는 루크레치아 보르자의 남편이자 교황 알렉산데르 6세(214대 1492-1503)의 사위였다. 또한 알폰소가 코마치오에 가지고 있는 염전이 체르비아에 있는 교황의 염전과 교황령내 소금독점 면허 관련하여 갈등을 일으키며 경쟁관계에 있었다. 또한 폴레신 지역의 지배력을 확고히 하려고 베네치아를 계속 공격하였다.

1510년 율리오 2세는 그를 파문하고 그의 통치권을 박탈한다고 선언한 교황 교서를 공표했다. 그에 따라 페라라는 교황령에 편입되었다. 교황령과 베네치아가 동맹을 맺고 프랑스와 다툴때 프랑스편에 가담하였기 때문이다. 이번 파문을 통하여 교황은 페라라 침공의 정당성을 확보하였다.
1511년 5월, 율리오 2세의 통치에 반대하는 볼로냐 시민들은 봉기를 일으켰다. 1506년에 교황이 직접 군대를 지휘아혀 볼로냐를 정복한후 통치가문인 벤티볼리오 가문의 조반니 2세를 파문하였는데 이후에 새로 부임한 교황 대표들이 그 동안 악정을 일삼았기 때문이다. 시민들은 산 페트로니아 성당 정문 위에 위치한 4.2미터의 거대한 교황 동상(미켈란젤로의 작품)을 쓰러뜨려 산산조각으로 때려 부수었다. 이 동상은 지난 1506년에 볼로냐 정복기념으로 율리오 2세가 제작의뢰했던 것이였다. 부서진 조각들을 알폰소 데스테가 고철로 매입하였고 대포 제작의 일인자이기도 했던 그는 깨진 동상 조각들을 녹여서 튼튼한 박격포를 만들었다. 그는 이 박격포에 '줄리아'라는 여자 이름을 붙였다.
알폰소는 폴레셀라 전투 (1509)에서 볼로냐를 획득하였으며 라벤나 전투 (1512년 4월)에서는 프랑스군에 승리를 가져오는 주요한 역할을 함으로써 베네치아군과 교황군에 대항하여 성공적으로 싸웠다. 이러한 성공은 La Giulia라고 명명된 대포를 포함한 페라라에서 생산한 병기 덕분으로 여겨진다.
1526년에서 1527년에 걸쳐 교황 클레멘스 7세에 대항한 신성 로마 제국의 카를 5세의 원정에 참여하였으며, 1530년 교황은 한 번 더 몰수한 공작령인 모데나와 레지오의 소유주로서의 그의 권리를 승인하였다.
알폰소의 첫 번째 아내는 잔 갈레아초 스포르차의 누이인 안나 스포르차이며, 두 번째 아내는 루크레치아 보르자이다.

## 같이 보기
- 에스테가
- 이탈리아 전쟁